# Merrilliobryum
Merrilliobryum là một chi rêu thuộc họ Myriniaceae.

## Các loài
Chi này có các loài sau (tuy nhiên danh sách này có thể chưa đủ):
- Merrilliobryum fabronioides, Broth.